# علي خليل العاثم
علي خليل علي عبد الله مبارك العاثم (ولد في 19 سبتمبر 1990 في المنامة، البحرين) لاعب كرة قدم دولي بحريني يجيد اللعب في مركز قلب الدفاع. من دون نادي حاليا.